# Хокинс (округ)
Округ Хокинс (англ. Hawkins County) располагается в штате Теннесси, США. Официально образован в 1787 году. По состоянию на 2010 год, численность населения составляла 56 833 человека.

## География
По данным Бюро переписи США, общая площадь округа равняется 1295,001 км², из которых 1261,331 км² — суша, и 13 км², или 2,6 %, — водоёмы.

## Население
По данным переписи населения 2000 года в округе проживает 53 563 жителя в составе 21 936 домашних хозяйств и 15 925 семей. На территории округа насчитывается 24 416 жилых строений, при плотности застройки около 19 строений на км².
Плотность населения составляет 42 чел./км². Расовый состав населения: белые — 97,24 %, афроамериканцы — 1,55 %, коренные американцы (индейцы) — 0,17 %, азиаты — 0,23 %, гавайцы — 0,01 %, представители других рас — 0,23 %, представители двух или более рас — 0,56 %. Испаноязычные составляли 0,78 % населения независимо от расы.
В составе 31,3 % из общего числа домашних хозяйств проживают дети в возрасте до 18 лет, 59,30 % домашних хозяйств представляют собой супружеские пары, проживающие вместе, 9,80 % домашних хозяйств представляют собой одиноких женщин без супруга, 27,40 % домашних хозяйств не имеют отношения к семьям, 24,40 % домашних хозяйств состоят из одного человека, 9,60 % домашних хозяйств состоят из престарелых (65 лет и старше), проживающих в одиночестве. Средний размер домашнего хозяйства составляет 2,42 человека, и средний размер семьи — 2,86 человека.
Возрастной состав округа: 23,30 % — моложе 18 лет; 18 % — от 18 до 24; 25 % — от 25 до 44; 45 % — от 45 до 64; и 45 % — от 65 и старше. Средний возраст жителя округа — 38 лет. На каждые 100 женщин приходится 94,7 мужчин. На каждые 100 женщин старше 18 лет приходится 92,5 мужчин.
Средний доход на домохозяйство в округе составлял 31 300 долларов, на семью — 37 557 долларов. Среднестатистический заработок мужчины был 30 959 долларов против 22 082 долларов для женщины. Доход на душу населения составлял 16 073 доллара. Около 12,7 % семей и 15,8 % общего населения находились ниже черты бедности, в том числе — 20,4 % молодёжи (тех, кому ещё не исполнилось 18 лет) и 17,7 % тех, кому было уже больше 65 лет.